# Кунцево (Калінінградська область)
Ку́нцево (рос. Кунцево) — селище Багратіоновського району, Калінінградської області Росії. Входить до складу Пограничного сільського поселення.
Населення — 21 особа (2015 рік).

## Географія
Селище розташоване за 38 км від районного центру — міста Багратіоновська, 34 км від обласного центру — міста Калінінграда та 1119 км від Москви.

## Історія
Селище засноване 1419 року.
Мало назву Весслінен до 1946 року.

## Населення
За даними перепису 2010 року, у селі мешкало 21 осіб, з них 10 (47,6 %) чоловіків та 11 (52,4 %) жінок. Згідно з переписом 2002 року, у селі мешкало 23 осіб, з них 10 чоловіків та 13 жінок.